# فابيو روجاس
فابيو روجاس (بالإسبانية: Renato Rojas)‏ هو لاعب كرة قدم بيروفي، ولد في 4 أغسطس 1999 في ليما في بيرو. لعب مع أليانزا ليما ونادي أياكوتشو.

## وصلات خارجية
- فابيو روجاس على موقع قاعدة بيانات كرة القدم.إي يو (الإنجليزية)
- فابيو روجاس على موقع Soccerway.com (الإنجليزية)